# Таксидо Парк (Њујорк)
Таксидо Парк (енгл. Tuxedo Park) град је у америчкој савезној држави Њујорк.

## Демографија
По попису из 2010. године број становника је 623, што је 108 (-14,8%) становника мање него 2000. године.
| Група             | 2000.       | 2010.       |
| Белци             | 658 (90,0%) | 522 (83,8%) |
| Афроамериканци    | 5 (0,7%)    | 5 (0,8%)    |
| Азијати           | 16 (2,2%)   | 39 (6,3%)   |
| Хиспаноамериканци | 37 (5,1%)   | 32 (5,1%)   |
| Укупно            | 731         | 623         |